# Combat de Malines
Guerre des Paysans
Batailles
- Saint-Nicolas
- 1er Boom
- Merchtem
- Zele
- Malines
- 2e Boom
- Hooglede
- Moorslede
- Zonnebeke
- 1er Diest
- 1er Louvain
- Alost
- Turnhout
- Enghien-Hal
- Hérinnes
- Audenarde
- Leuze
- 2e Louvain
- Ingelmunster
- Duffel
- Herentals
- Arzfeld
- Clervaux
- Amblève
- Stavelot
- Pollare
- Londerzeel
- Kapelle-op-den-Bos
- Bornem
- Meerhout
- 2e Diest
- 3e Diest
- Mol
- Jodoigne
- Marilles
- Beauvechain
- Hélécine
- Kapellen
- Meylem
- Hasselt

Le Combat de Malines se déroule du 22 au 24 octobre 1798 pendant la guerre des Paysans. Le premier jour, la ville Malines est prise par surprise par les paysans insurgés, mais elle  est reconquise le lendemain par les républicains.

## Déroulement

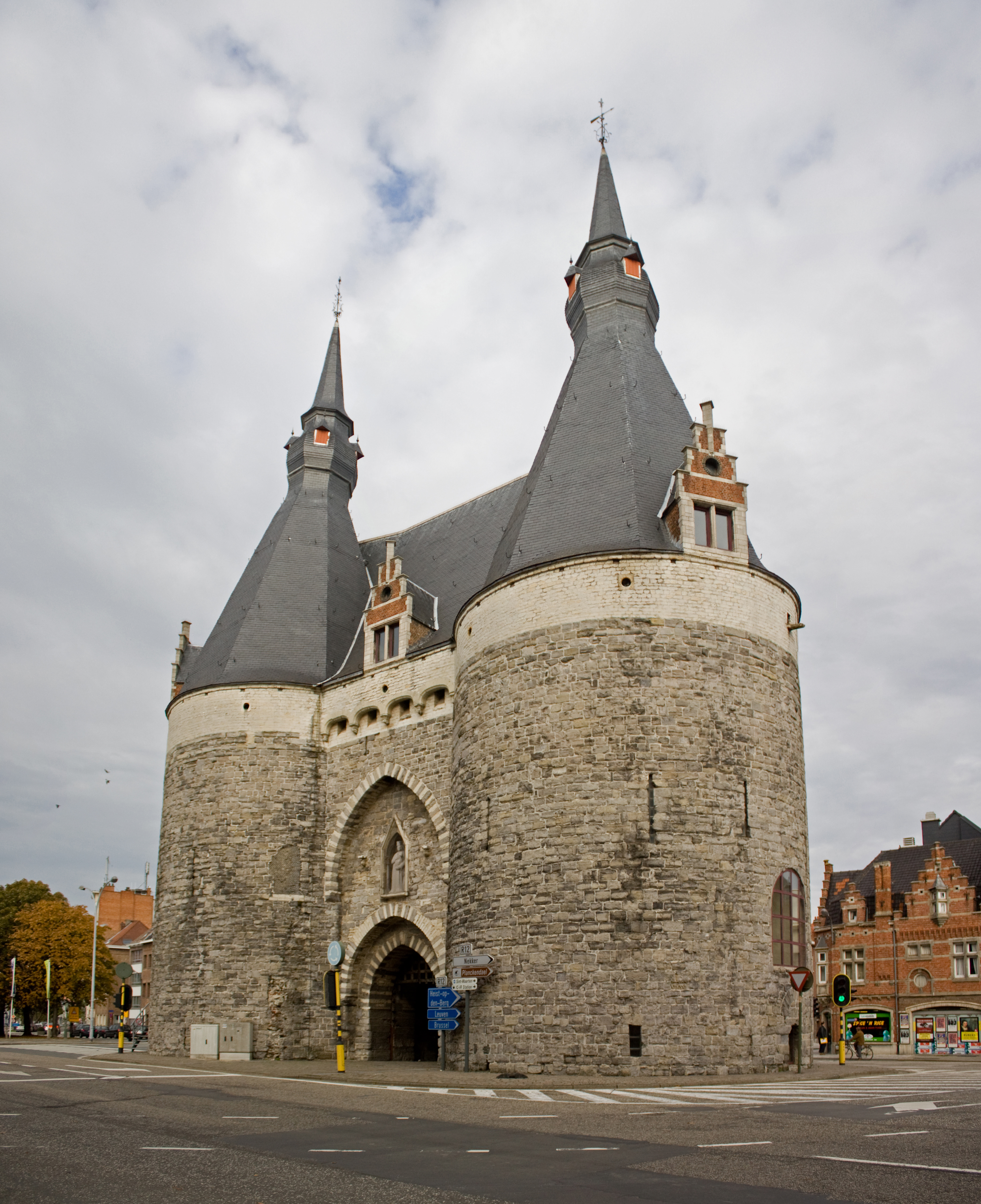
La porte de Bruxelles, à Malines.

Soucieux de maintenir les communications entre Anvers et Bruxelles, le général Beguinot se porte à Malines, place située entre ces deux villes, le 21 octobre avec 100 soldats et 6 canons. Cependant le même jour, il reçoit l'ordre d'aller sécuriser le pont de Walem, que les insurgés menacent de couper, et de faire sa jonction avec une autre colonne. Le 22 à l'aube, Beguinot sort de Malines avec le gros de ses forces, il ne laisse que quelques fantassins, 15 artilleurs et la gendarmerie pour garder la place,.
Mais alors que les troupes françaises quittent Malines par le nord, une troupe d'insurgés surgit au sud-est et attaque par la route de Louvain. Les Républicains n'opposent guère de résistance, plusieurs sont pris et désarmés et les insurgés peuvent s'emparer de plusieurs pièces d'artillerie, de caissons et de munitions. L'arbre de la liberté est coupé et l'arsenal et la caserne des gendarmes sont pillées, ainsi que l'hôtel de ville dont les documents de l'administration sont détruits,.
Le général Beguinot n'est averti que le lendemain par deux fonctionnaires de la prise de Malines par les rebelles. Il fait aussitôt demi-tour avec sa colonne et se porte sur la ville. Le 23 octobre, à 11 heures du matin, les Français sont aux portes de Malines. La colonne se divise en deux et attaque sur deux côtés opposés. Un court combat se déroule au lieu-dit Pennepoel. Mais inexpérimentés et sans organisation, les paysans se laissent surprendre alors qu'ils fêtent leur victoire de la veille, plusieurs sont encore ivres. Bien que la ville soit dotée de remparts, les rebelles sont très rapidement mis en déroute et fuient par les portes de Flandre et de Bruxelles,.
Le soir même du combat, le général Beguinot met la ville en état de siège. Dans son rapport, il affirme n'avoir perdu qu'un seul homme lors du combat, tué par un coup de fusil tiré depuis une fenêtre.
Cependant les insurgés ne renoncent pas. Dès le lendemain ils tentent une nouvelle attaque au nord de la ville, sur les portes des Vaches, d'Anvers et de Diest. Mais dépourvus d'artillerie, ils ne peuvent inquiéter les Français retranchés sur le remparts et pourvus, de leur côté, de plusieurs canons. Finalement, une colonne française sortie d'Anvers, forte de 80 hommes avec 2 canons et commandée par le chef de brigade Mazingant surprend les rebelles dans leur dos et les met en fuite à Bruyn Cruyse. Après deux heures de combat, Malines est définitivement dégagée,.

## Exécution des prisonniers

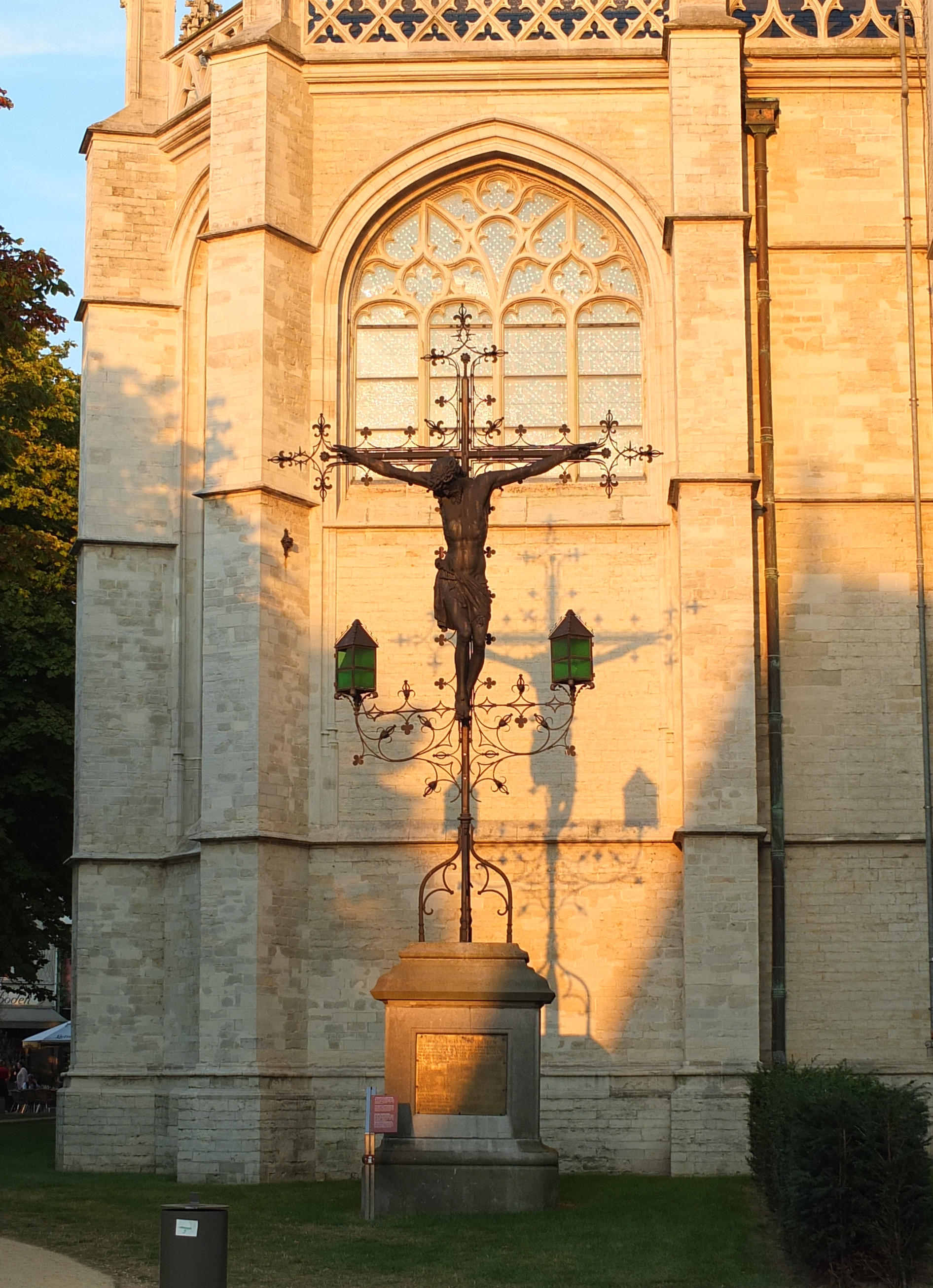
Le monument des paysans devant la cathédrale Saint-Rombaut de Malines.

Selon les Républicains quelques insurgés ont été tués et un plus grand nombre ont été capturés. En fait 70 insurgés sont faits prisonniers. Le soir de l'affrontement le général Beguinot met en place une commission militaire révolutionnaire présidée par Mazingant. Les quatre autres officiers de la commission sont : le chef de bataillon Chameau, les capitaines Lefèvre et Carnaud et le sous-lieutenant Dalon. À l'issue du jugement, 41 prisonniers, âgés de 19 à 70 ans, sont condamnés à mort pour avoir été pris « les armes à la main ». 
Les condamnés sont fusillés le soir même, vers 22 heures 30, devant la population sur la place de la Révolution, près de la cathédrale Saint-Rombaut. Ils sont amenés par groupes de 10 ou 15, puis exécutés, les blessés sont achevés à la baïonnette,.
Un monument est inauguré le 23 octobre 1898, devant la cathédrale, lors de la célébration du centenaire du combat de Malines. Il est érigé en mémoire des victimes de la fusillade dont les noms sont écrits sur une plaque. Il s'agit de la copie d'un crucifix qui se trouvait sur le Grand Pont de la ville et qui avait été détruit par les Français.
Les corps, enterrés dans une fosse commune du cimetière de la cathédrale Saint-Rombaut, sont exhumés lors de fouilles en 2011. Une quarantaine de squelettes sont découverts. Selon les archéologues les individus mesuraient 170 à 173 cm et étaient presque tous âgés de 20 à 30 ans.

## Derniers troubles
L'insurrection dans les environs de Malines ne s'éteint pas immédiatement. Pendant toute la nuit, les Républicains entendent les insurgés sonner le tocsin dans les villages environnants. Un fonctionnaire de Walem déclare : « Jamais je n'ai entendu un tintamarre semblable à celui que nous avons entendu cette nuit. On n'entendait que le son des cloches à trois ou quatre lieues à la ronde, le son des tambours ou des cornets, les hurlements des chiens et des hommes et des coups de fusils. »
Sur ordre de l'état-major, Beguinot regagne Bruxelles le 24 octobre avec 60 soldats et 2 canons. Les rebelles profitent de ce départ pour effectuer une nouvelle attaque mais les canons des Républicains les repoussent. Le 25, Mazingant fait braquer 12 canons sur la grand'place tandis que les habitants de la ville sont mis en réquisition pour édifier des barricades dans les rues de la ville, ainsi que des redoutes et des batteries devant les portes. Le 30 octobre, Beguinot envoie de nouveaux renforts depuis Bruxelles, ceux-ci parviennent à entrer dans Malines après avoir repoussé les rebelles grâce aux obusiers. Par la suite le calme revient à Malines, les paysans se replient sur Duffel.